# Baktericid
Baktericid ili bakteriocid je supstanca koja ubija bakterije. Baktericidi su dizinfektanti, antiseptici, ili antibiotici.

## Baktericidni dizinfektanti
Najviše korišteni dizinfektanti sadrže
- aktivni hlor (i.e., hipohloriti, hloroamini, dihloroizocijanurat i trihloroizocijanurat, hlor dioksid, etc.),
- aktivni kiseonik (peroksidi, kao što je persirćetna kiselina, kalijum persulfat, natrijum perborat, natrijum perkarbonat, i ureja perhidrat),
- jod (jodpovidon (povidon-jod, Betadin), Lugolov rastvor, jod tinktura, jodirani nejoniski surfaktanti),
- koncentrovane alkohole (uglavnom etanol, 1-propanol (n-propanol) i 2-propanol (izopropanol) i njihove smeše; zatim 2-fenoksietanol i 1- i 2-fenoksipropanoli),
- fenolna jedinjenja (kao što je fenol (karbolinska kiselina), krezoli, halogenisani (hlorinisani, brominisani) fenoli, kao što su heksahlorofen, triklosan, trihlorofenol, tribromofenol, pentahlorofenol, dibromol i njihove soli),
- katjonski surfaktant, kao što su kvaternarni amonijum katjoni (npr. benzalkonijum hlorid, cetil trimetilamonijum bromid ili hlorid, didecildimetilamonijum hlorid, cetilpiridinijum hlorid, benzetonijum hlorid) i drugi, nekvaternarna jedinjeja, kao što su hlorheksidin, glukoprotamin, oktenidin dihidrohlorid etc.),
- jak oksidacioni agens, kao što su rastvori ozona i permanganata;
- teške metale i njihove soli, kao što su koloidne soli srebra, srebro nitrata, živa hlorida, fenilživine soli, bakar sulfat, bakar oksid-hlorid etc. Teški metali i njihove soli su baktericidi koji su najtoksičniji i najštetniji za životnu sredinu i stoga se njihova uporeba ne preporućuje ili je zabranjena
- koncentrovane jake kiseline (fosforna, azotna, sumporna, amidosumporna, toluensumporne kiseline)
- alkalije (natrijum, kalijum, kalcijum hidroksidi), oni pogotovao na povišenoj temperaturi (iznad 60 °) ubijaju bakterije.

## Baktericidni antiseptici
Neki od gore navedinih dezinfektanata se mogu koristiti kao antiseptici (i.e., germicidni agensi koji se mogu primeniti na ljudskom ili životinjskom telu, koži, ranama), pod odgovarajućim uslovima (koncentracija, pH, temperatura i toksičnost). Važniji antiseptici su:
- razblaženi hlorni preparati (0,5% rastvor natrijim ili kalijum hipohlorita sa pH vrednošću podešenom na 7 – 8, ili 0,5 – 1% rastvor natrijum benzensulfohloramida (hloroamin B))
- jodni preparati, kao što je jodopovidon u raznim formulacijama (masti, rastvori, flasteri za rane)
- peroksidi kao što su ureja perhidratni rastvori, i 0,1 – 0,25% rastvori paracetinske kiseline
- alkoholi sa ili bez antiseptičkih aditiva, koji se uglavnom koriste kao kožni antiseptici,
- slabe organske kiseline kao što su sorbinska kiselina, benzojeva kiselina, mlečna kiselina i salicilna kiselina
- pojedina fenolna jedinjenja, npr. heksahlorofen, triklosan i dibromol,
- katjonski aktivna jedinjenja, kao što je 0,05 – 0,5% benzalkonijum, 0,5 – 4% hlorheksidin, 0,1 – 2% oktenidinski rastvori.

Drugi dezinfektanti generalno nisu primenljivi kao bezbedni antiseptici.

## Baktericidni antibiotici
Baktericidni antibiotici ubijaju bacterije, dok bakteriostatički antibiotici usporavanju njihov rast ili reprodukciju.
Antibiotici koji inhibiraju sintezu ćelijskog zida: beta-laktamski antibiotici (penicilinski derivati (penami), cefalosporini (cefemi), monobaktami, i karbapenemi) i vankomicin.
Baktericidi su i daptomicin, fluorohinoloni, metronidazol, nitrofurantoin, kotrimoksazol, telitromicin.
Smatra da aminoglikozidnbi antibiotici imaju baktericidni karakter, mada oni mogu da budu bakteriostatički za pojedine organizme.